# Powódź w Brisbane (1974)
Powódź w Brisbane – powódź, która w styczniu 1974 roku nawiedziła miasto Brisbane w Australii. Rzeka Brisbane, która płynie przez centrum miasta, przelała się przez wały przeciwpowodziowe.
Lato w 1974 było wyjątkowo mokre, a pod koniec stycznia w większości rzek w stanie Queensland występował podwyższony poziom wody. Cyklon Wanda dostarczył kolejnych opadów, które w efekcie doprowadziły do powodzi. W dniu 29 stycznia o godzinie 2:15 poziom wody osiągnął wysokość 6,6 m. 
Stałe opady deszczów, które występowały przez okres trzech tygodni doprowadziły do powodzi, która miała miejsce dnia 27 stycznia podczas obchodów święta Australia Day. Duże obszary zostały zalane wodą, co najmniej 6700 domów znalazło się pod wodą. Zniszczenia zostały oszacowane na około 200 mln AUD (wartość z 1974).
W trakcie powodzi 16 osób straciło życie na przedmieściach: Yeronga, Newmarket, St Lucia i Ipswich. Łącznie szkody w Brisbane i w okolicach zostały wycenione na ponad 800 mln AUD (wartość z 1974). 
Po powodzi realizowanych było wiele projektów w południowej części Queensland, które miały zapobiegać skutkom powodzi, np. rozbudowa zapory wodnej Wivenhoe Dam.